# Acciarello (traghetto)

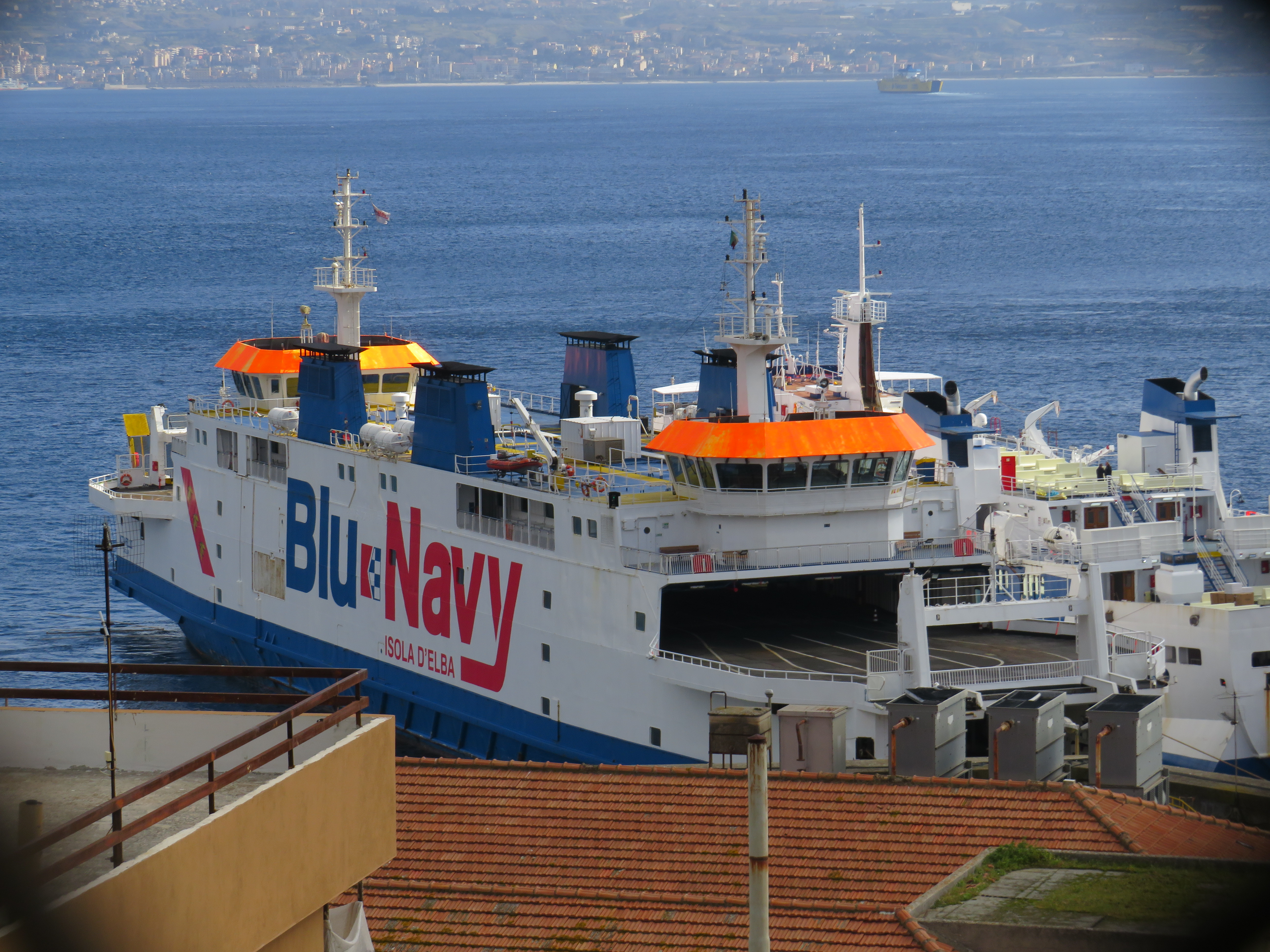
Acciarello ormeggiato a Messina il 08 Febbraio 2024

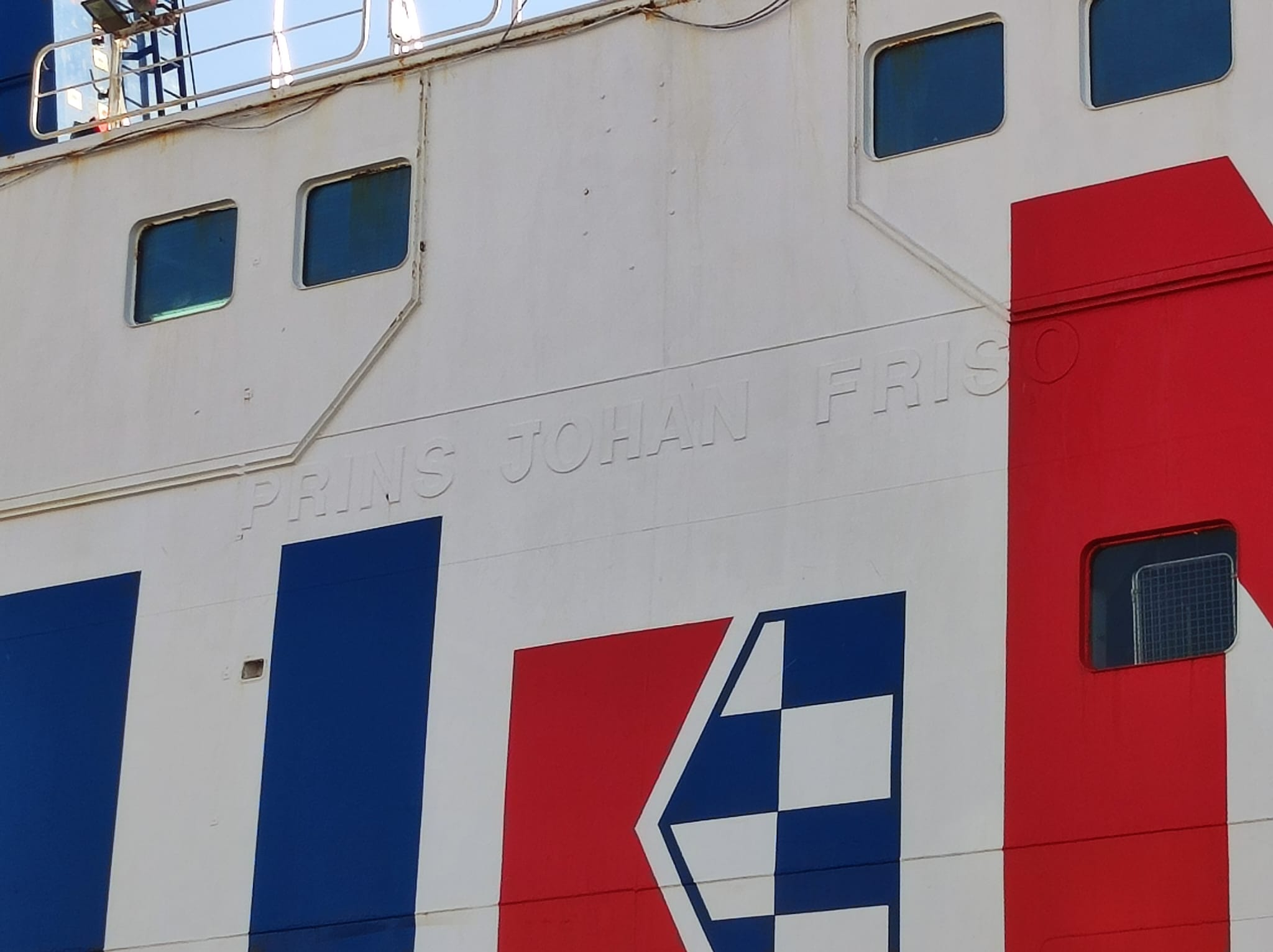
Dettaglio della nave: si intravede il nome precedente.

L'Acciarello è una nave traghetto bidirezionale in servizio per la compagnia BluNavy.

## Caratteristiche
La nave è stata costruita nel 1996 per la compagnia olandese PSD (Provinciale Stoombootdiensten in Zeeland) dal cantiere Koninklijke Maatschappij Schelde Groep di Flessinga, nei Paesi Bassi. Progettata specificamente per servizi locali, presenta due estremità simmetriche per poter operare con più facilità su rotte brevi. La capacità complessiva originaria era pari a 1.000 passeggeri (ridotta successivamente a circa 600) e 210 automobili.
La propulsione originariamente era affidata a quattro motori Stork-Werkspoor 9FHD240 SWD eroganti complessivamente 6.600 kW di potenza e collegati ad altrettanti propulsori azimutali. La velocità massima originaria era pari a 14,5 nodi, elevata a 17 in seguito alla sostituzione completa dei motori effettuata nel 2017.

## Servizio
Consegnata alla compagnia nel 1997, venne messa in servizio tra Flessinga e Breskens col nome di Prins Johan Friso. Nel 2003, all'apertura del tunnel della Schelda Occidentale, il servizio tra Flessinga e Breskens venne mantenuto come servizio ciclopedonale e operato dalla BBA Fast Ferries con tre navi rilevate dalla precedente gestione PSD: oltre alla Prins Johan Friso, entrarono nella flotta BBA anche la gemella Koningin Beatrix e la più anziana Prinses Juliana.
Dopo un anno di servizio, le tre navi furono sostituite da due unità di tipo SWATH e cedute a società italiane: la Prins Johan Friso (insieme alla gemella Koningin Beatrix, l'attuale Tremestieri) venne acquistata dalla compagnia Caronte & Tourist, che la ribattezzò Acciarello in omaggio alla località omonima di Villa San Giovanni. Nel 2005 fu sottoposta a interventi di manutenzione e trasformazione presso i cantieri Fincantieri di Palermo.
Entrata in servizio sulla tratta Messina-Villa San Giovanni, rimase sulla tratta fino al 2012 quando venne noleggiata per l'intera stagione estiva dalla BluNavy per il collegamento tra Piombino e Portoferraio, tornando successivamente in servizio nello Stretto di Messina. Fra il 2014 e il 2015 ha subito un importante refitting che ha compreso la ristrutturazione degli interni (tra cui anche l'installazione di un ascensore al centro della nave).
Nel 2015 fu venduta definitivamente alla compagnia elbana BluNavy, continuando però ad alternarsi tra i collegamenti estivi all'Isola d'Elba e quelli invernali sullo Stretto di Messina per conto di Caronte & Tourist fino al  2018, quando al termine della stagione estiva la nave si recò presso Genova per lavori di manutenzione. Nel 2019 la nave ottenne l'autorizzazione a svolgere 3 coppie di collegamenti giornalieri tra Piombino e Portoferraio anche durante la stagione invernale, pertanto la nave rimase in servizio fino al 29 Novembre; dal giorno successivo venne sostituita su questo collegamento dalla compagna di flotta Ichnusa.
La nave nei primi mesi del 2020 ha subito importanti modifiche, tra cui la messa in opera di un nuovo ascensore e l'allestimento di una nuova area giochi per bambini. Il porto di registrazione è stato spostato da Reggio Calabria a Cagliari. A seguito della pandemia di COVID-19 del 2019-2021 la nave ha dovuto ritardare il suo ritorno in servizio di circa un mese, lasciando Genova per raggiungere Portoferraio il 16 aprile 2020 ed entrando in servizio il successivo 11 Maggio.
L'8 Febbraio 2024 si reca a Messina per effettuare la sostituzione di un propulsore dopo i lavori in bacino nei cantieri navali "Palumbo" ritornerà nella rotta elbana attualmente coperta solo dal traghetto Siremar Vesta. Durante la manutenzione nel bacino Palumbo vengono pitturati i portelloni di blu al posto del bianco.
Il 5 Marzo 2025 esce dal bacino a Genova oltre i loghi Blunavy presenta una scritta su entrambe le murate che celebra i 15 anni della compagnia elbana.
Salpato il 13 marzo da Genova, giunge a Piombino il giorno successivo, dove viene disarmato. Il 1º aprile riprende il servizio tra Piombino e Portoferraio.

## Incidenti
Il 22 novembre 2017, durante la fase di ormeggio presso Villa San Giovanni, la nave è stata protagonista di un incidente andandosi a scontrare con la banchina e travolgendo alcune autovetture in sosta in attesa dell'imbarco.

## Navi gemelle
- Tremestieri

Pur con sostanziali differenze, Acciarello e la gemella Tremestieri presentano numerose similitudini col traghetto Amedeo Matacena (costruito col nome di Prinses Juliana), del quale possono essere considerati un'evoluzione.